# Ets Alocs
Ets Alocs és un macar, o cala de còdols rodons modelats per la mar, verge que està situat al nord de Menorca, al terme municipal de Ferreries. Forma part de la Reserva Marina de Menorca, per la rica i abundant vida animal que n'habita les aigües, i gaudeix de protecció de pesca. El fons és rocós i l'aigua és transparent, com la majoria de platges de Menorca. La seva ocupació sol ser baixa fins i tot en temporada alta de turisme.
S'hi arriba per un trencant de la carretera Me-1 de Maó a Ciutadella. Uns pocs quilòmetres després de Ferreries es troba el camí de tramuntana. L'últim tram és accessible amb una certa dificultat per vehicles motoritzats a través d'una pista forestal que ressegueix un torrent.
A peu es pot arribar fent una excursió senzilla de sis quilòmetres. Comença als peus de Sa Muntanya Mala, a Ferreries, i segueix pràcticament sempre en pla, vorejant la muntanya i al costat de la mar, de manera que es passa també per racons verges de Menorca, que no tenen accés per cotxe, com la Cala Pilar.

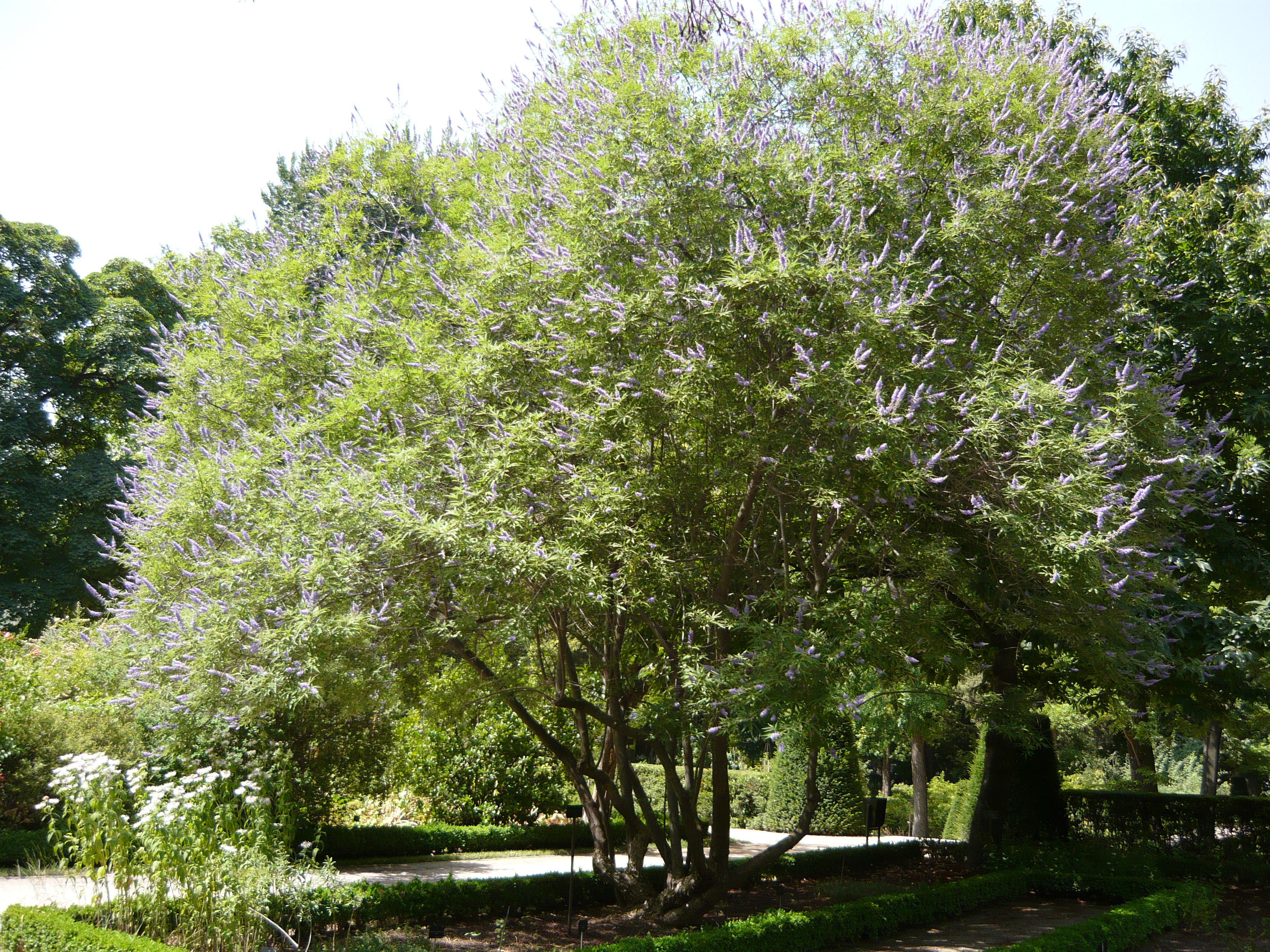
Un aloc

El paisatge d'aquesta zona és el típic del nord de Menorca, assotat pel fort vent de tramuntana, on la vegetació ha estat seleccionada a través dels anys amb endemismes propis de la zona de gran valor ecològic. L'aloc, planta endèmica que dona nom al macar, n'és el principal exponent.